# Wólka (powiat konecki)
Wólka – wieś w Polsce, położona w województwie świętokrzyskim, w powiecie koneckim, w gminie Słupia Konecka.
| SIMC    | Nazwa      | Rodzaj  |
| ------- | ---------- | ------- |
| 0269860 | Konradów   | kolonia |
| 0269877 | Mogielnica | kolonia |

W latach 1975–1998 miejscowość administracyjnie należała do województwa kieleckiego.
Znajdują się tam 3 sklepy spożywczo-przemysłowe, piekarnia, szkoła podstawowa, a także Dom Strażaka.
Wierni Kościoła rzymskokatolickiego należą do parafii św. Michała Archanioła w Pilczycy.